# Dunbaria longicarpa
Dunbaria longicarpa là một loài thực vật có hoa trong họ Đậu. Loài này được (Thuan) Maesen miêu tả khoa học đầu tiên năm 1998.